# EHF Liga prvaka 2011./12.
Ovo je 52. izdanje elitnog europskog klupskog rukometnog natjecanja. Nakon kvalifikacija 32 momčadi raspoređene u četiri skupine po šest igraju turnir, nakon čega prve četiri iz svake prolaze i igraju osminu završnice. Hrvatski predstavnik RK Zagreb ispao je u četvrtzavršnici od THW Kiela (31:31, 27:33). Završni turnir održan je u Kölnu 26. i 27. svibnja.

## Završni turnir

### Poluzavršnica
- Füchse Berlin -  THW Kiel 24:25
- Atlético Madrid -  AG København 25:23

### Završnica
- THW Kiel -  Atlético Madrid

- europski prvak:  THW Kiel (treći naslov)

## Vanjske poveznice
- Opširnije